# Polen op de Olympische Winterspelen 2018
Polen was een van de deelnemende landen aan de Olympische Winterspelen 2018 in Pyeongchang, Zuid-Korea.

## Medailleoverzicht
| Sport          | Olympiër                                         | Onderdeel        | Medaille |
| -------------- | ------------------------------------------------ | ---------------- | -------- |
| Schansspringen | Kamil Stoch                                      | grote schans (m) | Goud     |
| Schansspringen | Maciej Kot Stefan Hula Dawid Kubacki Kamil Stoch | landenteam (m)   | Brons    |

## Deelnemers en resultaten
(m) = mannen, (v) = vrouwen 

### Alpineskiën
| Olympiër                | Onderdeel        | Resultaat | Prestatie                                                           |
| ----------------------- | ---------------- | --------- | ------------------------------------------------------------------- |
| Michał Jasiczek         | slalom (m)       | DNF       | 1e run: 51,64 (30e) 2e run: niet gefinisht                          |
| Michał Kłusak           | combinatie (m)   | DNF       | afdaling: 1.22,64 (46e) slalom: niet gefinisht                      |
| Michał Kłusak           | afdaling (m)     | 42e       | 1.45,42 (+5,17)                                                     |
| Michał Kłusak           | super g (m)      | DNF       | niet gefinisht                                                      |
|                         |                  |           |                                                                     |
| Maryna Gąsienica-Daniel | combinatie (v)   | 16e       | afdaling: 1.44,35 (19e) slalom: 42,84 (13) totaal: 2.27,19 (+6,29)  |
| Maryna Gąsienica-Daniel | afdaling (v)     | 24e       | 1.43,30 (+4,08)                                                     |
| Maryna Gąsienica-Daniel | reuzenslalom (v) | 27e       | 1e run: 1.13,89 (24e) 2e run: 1.11,80 (28e) totaal: 2.25,69 (+5,67) |
| Maryna Gąsienica-Daniel | super g (v)      | 26e       | 1.23,21 (+2,10)                                                     |

### Biatlon
| Olympiër                                                            | Onderdeel          | Resultaat | Prestatie |
| ------------------------------------------------------------------- | ------------------ | --------- | --- |
| Grzegorz Guzik                                                      | individueel (m)    | 33e       | 51.51,8 (+3.48,0) pen.: 2 (0 + 0 + 1 + 1)                                                                     |
| Grzegorz Guzik                                                      | sprint (m)         | 59e       | 25.52,2 (+2.13,4) pen.: 2 (0 + 2)                                                                             |
| Grzegorz Guzik                                                      | achtervolging (m)  | 56e       | 39.07,3 (+6.15,6) pen.: 6 (2 + 1 + 2 + 1)                                                                     |
| Andrzej Nędza-Kubiniec                                              | individueel (m)    | 79e       | 55.39,9 (+7.36,1) pen.: 5 (2 + 1 + 1 + 1)                                                                     |
| Andrzej Nędza-Kubiniec                                              | sprint (m)         | 67e       | 25.59,2 (+2.20,4) pen.: 2 (2 + 0)                                                                             |
|                                                                     |                    |           | |
| Krystyna Guzik                                                      | individueel (v)    | 52e       | 46.49,5 (+5.42,3) pen.: 4 (1 + 0 + 2 + 1)                                                                     |
| Krystyna Guzik                                                      | sprint (v)         | 28e       | 22.43,3 (+1.37,1) pen.: 1 (1 + 0)                                                                             |
| Krystyna Guzik                                                      | achtervolging (v)  | 36e       | 34.24,3 (+3.49,0) pen.: 4 (1 + 1 + 1 + 1)                                                                     |
| Magdalena Gwizdoń                                                   | individueel (v)    | 83e       | 51.49,7 (+10.42,5) pen.: 8 (1 + 2 + 3 + 2)                                                                    |
| Magdalena Gwizdoń                                                   | sprint (v)         | 56e       | 23.35,7 (+2.29,5) pen.: 3 (0 + 3)                                                                             |
| Magdalena Gwizdoń                                                   | achtervolging (v)  | 49e       | 36.07,0 (+5.31,7) pen.: 5 (1 + 2 + 2 + 0)                                                                     |
| Monika Hojnisz                                                      | individueel (v)    | 6e        | 43.02,0 (+1.54,8) pen.: 1 (0 + 1 + 0 + 0)                                                                     |
| Monika Hojnisz                                                      | sprint (v)         | 45e       | 23.20,6 (+2.14,4) pen.: 3 (1 + 2)                                                                             |
| Monika Hojnisz                                                      | achtervolging (v)  | 43e       | 35.05,6 (+4.30,3) pen.: 4 (1 + 1 + 2 + 0)                                                                     |
| Monika Hojnisz                                                      | massastart (v)     | 15e       | 36.59,2 / 0+0 0+0 (+1.36,2)                                                                                   |
| Weronika Nowakowska                                                 | individueel (v)    | 21e       | 44.34,6 (+3.27,4) pen.: 2 (0 + 0 + 0 + 2)                                                                     |
| Weronika Nowakowska                                                 | sprint (v)         | 34e       | 23.03,2 (+1.57,0) pen.: 2 (1 + 1)                                                                             |
| Weronika Nowakowska                                                 | achtervolging (v)  | 30e       | 33.46,2 (+3.10,9) pen.: 2 (0 + 1 + 1 + 0)                                                                     |
| Monika Hojnisz Magdalena Gwizdoń Krystyna Guzik Weronika Nowakowska | estafette (v)      | 7e        | 17.29,3 / 0+1 0+2 18.18,6 / 0+1 0+1 18.30,8 / 1+3 0+1 18.28,3 / 0+2 0+3 totaal: 1:12.47,0 / 1+7 0+7 (+43,6)   |
|                                                                     |                    |           | |
| Magdalena Gwizdoń Kamila Żuk Andrzej Nędza-Kubiniec Grzegorz Guzik  | gemengde estafette | 16e       | 16.10,0 / 0+1 0+0 16.38,8 / 0+0 0+2 19.39,3 / 0+0 0+1 19.49,8 / 0+3 0+1 totaal: 1:12.17,9 / 0+4 0+4 (+3.43,6) |

### Bobsleeën
| Olympiër                                                        | Onderdeel       | Resultaat | Prestatie                               |
| --------------------------------------------------------------- | --------------- | --------- | --------------------------------------- |
| Mateusz Luty Krzysztof Tylkowski                                | tweemansbob (m) | 24e       | 2.29,89 (49,87 / 50,10 / 49,92)         |
| Mateusz Luty Arnold Zdebiak Łukasz Miedzik Grzegorz Kossakowski | viermansbob (m) | 13e       | 3.17,89 (49,04 / 49,59 / 49,46 / 49,80) |

### Kunstrijden
| Olympiër                          | Onderdeel | Resultaat | Prestatie                                   |
| --------------------------------- | --------- | --------- | ------------------------------------------- |
| Natalia Kaliszek Maksym Spodyriev | ijsdansen | 14e       | 161.35 (korte kür: 66.06, vrije kür: 95.29) |

### Langlaufen
| Olympiër                                                            | Onderdeel             | Resultaat | Prestatie                                                        |
| ------------------------------------------------------------------- | --------------------- | --------- | ---------------------------------------------------------------- |
| Dominik Bury                                                        | 15 km vrije stijl (m) | 33e       | 36.11,1 (+2.27,2)                                                |
| Dominik Bury                                                        | 30 km skiatlon (m)    | 52e       | 1:23.20,3 (+7.00,3)                                              |
| Kamil Bury                                                          | sprint (m)            | 30e       | kwalificatie: 3.17,15 (+8,61) (28e) KF-2: 6e (+15,24)            |
| Kamil Bury                                                          | 15 km vrije stijl (m) | 78e       | 38.38,7 (+4.54,8)                                                |
| Maciej Staręga                                                      | sprint (m)            | 38e       | kwalificatie: 3.19,42 (+10,88)                                   |
| Maciej Staręga                                                      | 15 km vrije stijl (m) | 82e       | 38.58,9 (+5.15,0)                                                |
| Dominik Bury Maciej Staręga                                         | teamsprint (m)        | HF        | halve finale-2: 16.21,83 (+17,87)                                |
|                                                                     |                       |           |                                                                  |
| Martyna Galewicz                                                    | 10 km vrije stijl (v) | 64e       | 29.23,3 (+4.22,8)                                                |
| Martyna Galewicz                                                    | 15 km skiatlon (v)    | 41e       | 44.51,3 (+4.06,4)                                                |
| Sylwia Jaśkowiec                                                    | sprint (v)            | 37e       | kwalificatie: 3.27,94 (+19,20)                                   |
| Sylwia Jaśkowiec                                                    | 10 km vrije stijl (v) | 24e       | 27.21,5 (+2.21,0)                                                |
| Sylwia Jaśkowiec                                                    | 15 km skiatlon (v)    | 30e       | 43.56,3 (+3.11,4)                                                |
| Justyna Kowalczyk                                                   | sprint (v)            | 22e       | kwalificatie: 3.20,00 (+11,26) (22e) KF-5: 5e (+5,69)            |
| Justyna Kowalczyk                                                   | 15 km skiatlon (v)    | 17e       | 42.30,8 (+1.45,9)                                                |
| Ewelina Marcisz                                                     | sprint (v)            | 38e       | kwalificatie: 3.28,11 (+19,37)                                   |
| Ewelina Marcisz                                                     | 10 km vrije stijl (v) | 42e       | 28.10,0 (+3.09,5)                                                |
| Ewelina Marcisz                                                     | 15 km skiatlon (v)    | 31e       | 43.56,7 (+3.11,8)                                                |
| Sylwia Jaśkowiec Justyna Kowalczyk                                  | teamsprint (v)        | 7e        | halve finale-2: 16.35,19 (+12,39) (5e) finale: 16.32,48 (+36,01) |
| Ewelina Marcisz Justyna Kowalczyk Martyna Galewicz Sylwia Jaśkowiec | estafette (v)         | 10e       | 14.23,1 14.13,0 13.14,8 12.40,0 totaal: 54.30,9 (+3.06,6)        |

### Noordse combinatie
| Olympiër                                                      | Onderdeel                | Resultaat | Prestatie |
| ------------------------------------------------------------- | ------------------------ | --------- | --- |
| Adam Cieślar                                                  | gundersen normale schans | 42e       | schansspringen: 68.7 pnt (81,0 m); 44e (+4,08) langlaufen: 25.30,7 (34e) totaal: 29.38,7 (+4.47,3)                                                       |
| Adam Cieślar                                                  | gundersen grote schans   | 33e       | schansspringen: 89.8 pnt (119,0 m); 33e (+3,16) langlaufen: 24.07,4 (21e) totaal: 27.23,4 (+3.30,9)                                                      |
| Szczepan Kupczak                                              | gundersen normale schans | 39e       | schansspringen: 96.8 pnt (97,0 m); 20e (+2,15) langlaufen: 26.47,6 (45e) totaal: 29.02,6 (+4.11,2)                                                       |
| Szczepan Kupczak                                              | gundersen grote schans   | 25e       | schansspringen: 122.1 pnt (129,0 m); 12e (+1,07) langlaufen: 25.34,3 (42e) totaal: 26.41,3 (+2.48,8)                                                     |
| Wojciech Marusarz                                             | gundersen normale schans | 47e       | schansspringen: 61.3 pnt (79,5 m); 45e (+4,37) langlaufen: 26.50,5 (46e) totaal: 31.27,5 (+6.36,1)                                                       |
| Wojciech Marusarz                                             | gundersen grote schans   | DNF       | schansspringen: 82.3 pnt (114,0 m); 39e (+3,46) langlaufen: niet gefinisht                                                                               |
| Paweł Słowiok                                                 | gundersen normale schans | 22e       | schansspringen: 88.3 pnt (92,5 m); 32e (+2,49) langlaufen: 24.37,6 (12e) totaal: 27.26,6 (+2.35,2)                                                       |
| Paweł Słowiok                                                 | gundersen grote schans   | 29e       | schansspringen: 93.2 pnt (119,5 m); 32e (+3,03) langlaufen: 24.13,3 (25e) totaal: 27.16,3 (+3.23,8)                                                      |
| Paweł Słowiok Wojciech Marusarz Szczepan Kupczak Adam Cieślar | landenteam               | 8e        | 67.9 pnt (107,0 m) - 11.44,3 72.8 pnt (114,0) - 12.20,8 110.9 pnt (130,0 m) - 12.22,9 85.6 pnt (121,5 m) - 12.00,8 337.2 (+2,56); 8e - 48.28,8 (+5.15,0) |

### Rodelen
| Olympiër                                                | Onderdeel | Resultaat | Prestatie |
| ------------------------------------------------------- | --------- | --------- | --- |
| Maciej Kurowski                                         | mannen    | 19e       | run 1: 48,103 (+0,451) (19e) run 2: 48,467 (+0,842) (24e) run 3: 48,158 (+0,624) (22e) run 4: 47,885 (+0,410) (16e) totaal: 3.12,613 (+1,911) |
| Mateusz Sochowicz                                       | mannen    | 27e       | run 1: 49,047 (+1,395) (29e) run 2: 48,203 (+0,578) (19e) run 3: 48,930 (+1,396) (31e) run 4: niet gekwalificeerd                             |
|                                                         |           |           | |
| Ewa Kuls                                                | vrouwen   | 20e       | run 1: 47,037 (20e) run 2: 46,933 (22e) run 3: 47,212 (19e) run 4: niet gekwalificeerd                                                        |
| Natalia Wojtuściszyn                                    | vrouwen   | 25e       | run 1: 49,133 (29e) run 2: 46,736 (17e) run 3: 47,290 (20e) run 4: niet gekwalificeerd                                                        |
|                                                         |           |           | |
| Wojciech Chmielewski Jakub Kowalewski                   | dubbels   | 12e       | 1e run: 46,609 (+0,789) (13e) 2e run: 46,478 (+0,601) (14e) totaal: 1.33,087 (+1,390)                                                         |
|                                                         |           |           | |
| Ewa Kuls Maciej Kurowski W. Chmielewski / J. Kowalewski | estafette | 8e        | 47,711 (10e) 49,134 (8e) 49,568 (9e) totaal: 2.26,413                                                                                         |

### Schaatsen
| Olympiër                                                                    | Onderdeel                | Resultaat    | Prestatie                                                        |
| --------------------------------------------------------------------------- | ------------------------ | ------------ | ---------------------------------------------------------------- |
| Zbigniew Bródka                                                             | 1500 meter (m)           | 12e          | 1.46,31 (+2,30)                                                  |
| Sebastian Kłosinski                                                         | 1000 meter (m)           | 17e          | 1.09,59 (+1,64)                                                  |
| Piotr Michalski                                                             | 500 meter (m)            | 33e          | 35,64 (+1,23)                                                    |
| Piotr Michalski                                                             | 1000 meter (m)           | 31e          | 1.10,17 (+2,22)                                                  |
| Konrad Niedźwiedzki                                                         | 1000 meter (m)           | 23e          | 1.10,026 (+2,07)                                                 |
| Konrad Niedźwiedzki                                                         | 1500 meter (m)           | 20e          | 1.47,07 (+3,06)                                                  |
| Konrad Niedźwiedzki                                                         | massastart (m)           | halve finale | HF-2: 1 pnt; 10e                                                 |
| Artur Nogal                                                                 | 500 meter (m)            | 36e          | 58,71 (+24,30)                                                   |
| Jan Szymański                                                               | 1500 meter (m)           | 16e          | 1.46,48 (+2,47)                                                  |
| Artur Waś                                                                   | 500 meter (m)            | 13e          | 35,02 (+0,61)                                                    |
| Adrian Wielgat                                                              | 5000 meter (m)           | 22e          | 6.31,71 (+21,95)                                                 |
|                                                                             |                          |              |                                                                  |
| Katarzyna Bachleda-Curuś                                                    | 1500 meter (v)           | 13e          | 1.58,51 (+4,16)                                                  |
| Katarzyna Bachleda-Curuś                                                    | 3000 meter (v)           | 17e          | 4.12,57 (+13,36)                                                 |
| Karolina Bosiek                                                             | 1000 meter (v)           | 29e          | 1.18,53 (+4,97)                                                  |
| Karolina Bosiek                                                             | 3000 meter (v)           | 16e          | 4.12,44 (+13,23)                                                 |
| Natalia Czerwonka                                                           | 1000 meter (v)           | 12e          | 1.15,77 (+2,21)                                                  |
| Natalia Czerwonka                                                           | 1500 meter (v)           | 9e           | 1.57,74 (+3,50)                                                  |
| Magdalena Czyszczoń                                                         | massastart (v)           | halve finale | HF-1: 0 pnt; 11e (8.56,66) finale: 0 pnt; 16e (9.04,82)          |
| Luiza Złotkowska                                                            | 1500 meter (v)           | 17e          | 1.58,99 (+4,64)                                                  |
| Luiza Złotkowska                                                            | 3000 meter (v)           | 14e          | 4.09,69 (+10,48)                                                 |
| Luiza Złotkowska                                                            | massastart (v)           | 9e           | HF-2: 3 pnt; 8e (9.08,41) finale: 1 pnt; 9e (8.47,34)            |
| Kaja Ziomek                                                                 | 500 meter (v)            | 25e          | 39,26 (+2,32)                                                    |
| Katarzyna Bachleda-Curuś Karolina Bosiek Natalia Czerwonka Luiza Złotkowska | ploegenachtervolging (v) | 7e           | KF: 3.04,80 (8e) D-finale: wonnen van Zuid-Korea 3.03,11 (-4,19) |

### Schansspringen
| Olympiër                                         | Onderdeel          | Resultaat | Prestatie |
| ------------------------------------------------ | ------------------ | --------- | --- |
| Stefan Hula                                      | normale schans (m) | 5e        | kwalificatie: 122.7 pnt (100,5 m); 9e finale: 248.8 pnt (131.8 (111,0 m); 1e - 117.0 (105,5 m); 11e |
| Stefan Hula                                      | grote schans (m)   | 15e       | kwalificatie: 110.4 pnt (127,0 m); 18e finale: 253.4 pnt (131.2 (132,0 m); 12e - 122.2 (129,5 m); 16e |
| Maciej Kot                                       | normale schans (m) | 19e       | kwalificatie: 122.0 pnt (99,0 m); 11e finale: 217.0 pnt (109.6 (99,0 m); 20e - 107.4 (102,0 m); 18e |
| Maciej Kot                                       | grote schans (m)   | 19e       | kwalificatie: 124.8 pnt (138,0 m); 8e finale: 244.6 pnt (124.2 (128,5 m); 17e - 120.4 (129,5 m); 18e |
| Dawid Kubacki                                    | normale schans (m) | 35e       | kwalificatie: 129.6 pnt (104,5 m); 3e finale: 92.0 pnt (95,0 m) |
| Dawid Kubacki                                    | grote schans (m)   | 10e       | kwalificatie: 114.7 pnt (127,0 m); 14e finale: 258.0 pnt (137.4 (134,5 m); 5e - 120.6 (126,0 m); 17e |
| Kamil Stoch                                      | normale schans (m) | 4e        | kwalificatie: 131.7 pnt (104,0 m); 2e finale: 249.3 pnt (125.9 (106,5 m); 2e - 123.4 (105,5 m); 6e |
| Kamil Stoch                                      | grote schans (m)   | Goud      | kwalificatie: 125.6 pnt (131,5 m); 7e finale: 285.7 pnt (143.8 (135,0 m); 1e - 141.9 (136,5 m); 3e |
| Maciej Kot Stefan Hula Dawid Kubacki Kamil Stoch | landenteam (m)     | Brons     | 255.3 pnt (128.3 (129,5 m) - 127.0 (133,0 m) 264.6 pnt (129.8 (130,0 m) - 134.8 (134,0m) 275.0 pnt (139.7 (138,5 m) - 135.3 (135,5 m) 277.5 pnt (143.1 (139,0 m) - 134. (134,5 m) totaal: 1072.4 pnt (540.9; 3e - 531.5; 3e) |

### Shorttrack
| Olympiër             | Onderdeel  | Resultaat | Prestatie                                           |
| -------------------- | ---------- | --------- | --------------------------------------------------- |
| Bartosz Konopko      | 500 m (m)  | KF        | serie 1: 2e (41,039) KF, serie 1: 5e (1.10,996)     |
|                      |            |           |                                                     |
| Natalia Maliszewska  | 500 m (v)  | KF        | serie 1: 2e (43,725) kwartfinale 1: 3e (43,384)     |
| Magdalena Warakomska | 500 m (v)  | series    | serie 7: 4e (44,311)                                |
| Magdalena Warakomska | 1000 m (v) | KF        | serie 5: 2e (1.31,259) kwartfinale 3: 3e (1.31,698) |
| Magdalena Warakomska | 1500 m (v) | series    | serie 4: 4e (2.23,693)                              |

### Snowboarden
| Olympiër           | Onderdeel                | Resultaat    | Prestatie                                                                             |
| ------------------ | ------------------------ | ------------ | ------------------------------------------------------------------------------------- |
| Oskar Kwiatkowski  | parallelreuzenslalom (m) | 1/8F         | kwalificatie: 1.25,72 (42,84 + 42,88); 13e 1/8F: verloor van FRA Sylvain Dufour       |
| Mateusz Ligocki    | snowboardcross (m)       | KF           | plaatsingsronde: 1.19,48 - 1.19,22; 39e 1/8F, serie 8: 3e KF, serie 4: niet gefinisht |
|                    |                          |              |                                                                                       |
| Weronika Biela     | parallelreuzenslalom (v) | kwalificatie | kwalificatie: 1.35,92 (48,10 + 47,82); 24e                                            |
| Aleksandra Król    | parallelreuzenslalom (v) | 1/8F         | kwalificatie: 1.33,13 (47,02 + 46,11); 10e 1/8F: verloor van SUI Julie Zogg           |
| Karolina Sztokfisz | parallelreuzenslalom (v) | DSQ          | kwalificatie: (47,13 + DSQ)                                                           |
| Zuzanna Smykała    | snowboardcross (v)       | 1/8F         | plaatsingsronde: 1.23,41 - 1.23,44; 23e 1/8F, serie 4: 5e                             |